# Bőrlevél
A bőrlevél (Bergenia) a kőtörőfűfélék (Saxifragaceae) családjába tartozó, Közép-Ázsiában, Afganisztánban, Kínában, a Himalája térségében őshonos 10 fajt számláló nemzetség.
A nemzetséget Karl August von Bergen német botanikusról és orvosról 1794-ben nevezték el Bergeniának.

## Leírás
Örökzöld, 40–45 cm magas, gyöktörzses évelő növények.

### Levelei
A vaskos bőrlevél levelei spirálisan elrendezettek, 6–35 centiméter hosszúak és 4–15 centiméter szélesek, fényesek, bőrszerűek és szív alakúak, gyakran hullámos vagy fogazott éllel. A szívlevelű bőrlevél levelei akár 70 cm hosszúak is lehetnek.

### Virágai
Virágai március közepétől június legelejéig virágozanak.
A virágszár a rebarbara szárához hasonló színű. Bugavirágzatai kúp alakúak, a virágok többnyire sötét rózsaszínűek, de van világos rózsaszín és ciklámen színű változata is.  Félárnyékos helyen érzi jól magát.

## Rendszerezés
- Bergenia ciliata
- szívlevelű bőrlevél (Bergenia cordifolia)
- vaskos levelű bőrlevél (Bergenia crassifolia)
- Bergenia emeiensis
- Bergenia ligulata
- Bergenia pacumbis
- Bergenia purpurascens
- Bergenia scopulosa
- Bergenia stracheyi
- Bergenia tianquanensis

## Felhasználása

### Dísznövényként

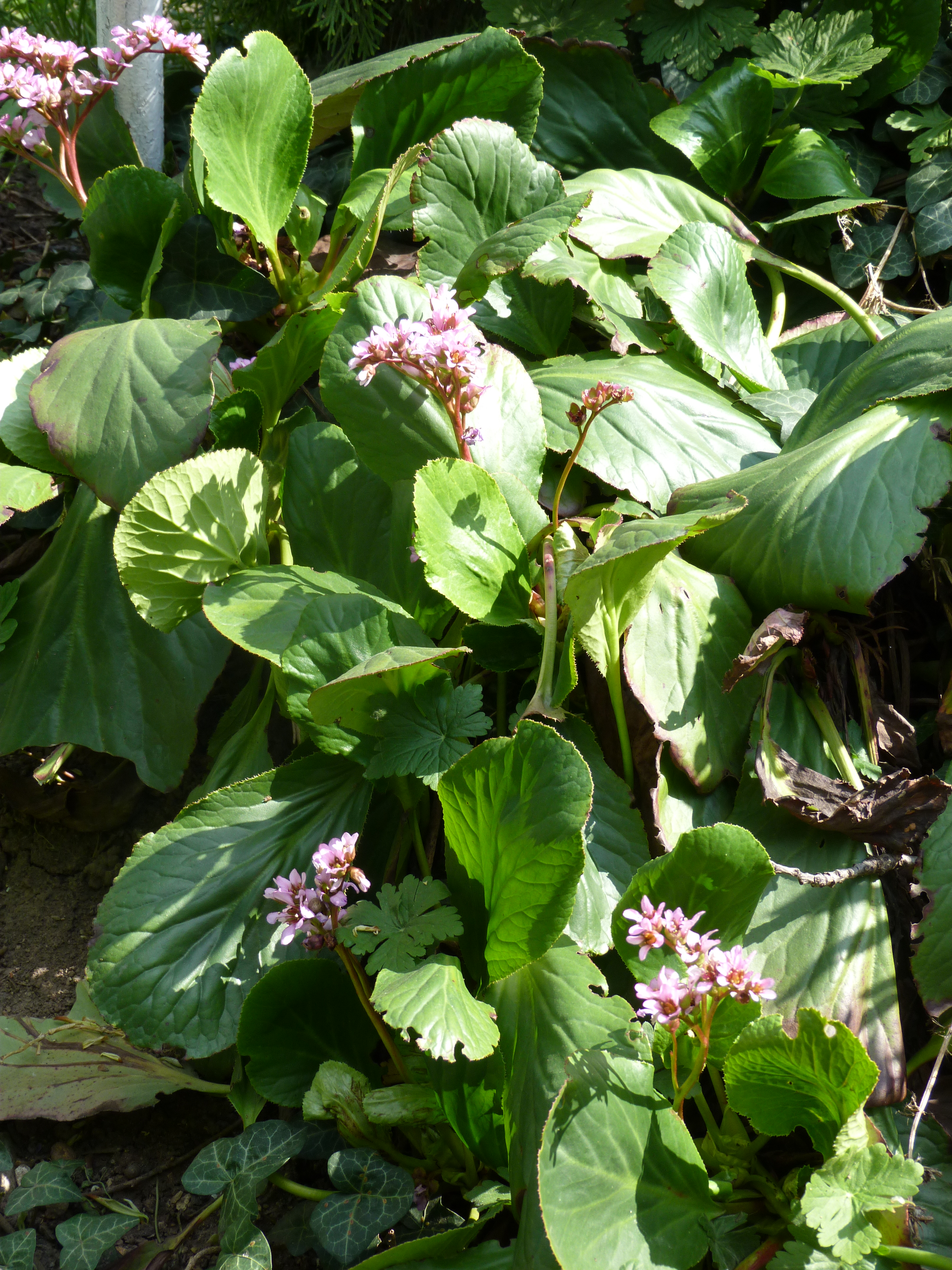
Bőrlevél budai kertben

Szívós növény, félárnyékos helyen érzi jól magát. A szélsőséges éghajlatot is elviseli, akár −35 °C-ot is kibír. 
A legtöbb talajban megél, de a nedves, humuszban gazdag talajt jobban kedveli.
Ősszel vagy tavasszal ültethető, tőosztással szaporítható. A hidegnek, erős téli szélnek kitett helyeken a szél ellen védeni kell.
Fajai közül a Bergenia crassifolia-t, Bergenia cordifolia-t és különböző hibridek fajtáit kertekben gyakran ültetik.

### Gyógynövényként
A B. crassifolia természetesen vagy mesterségesen fermentálódott leveleiből frissítő teát főznek Szibériában. A gyöktörzs kivonatait többféle célra használják.
Egyes fajok kivonatait régóta használják az ajuravédikus gyógyászatban vesekő, és egyéb kiválasztószervi betegségek kezelésére.